# João Gonçalves

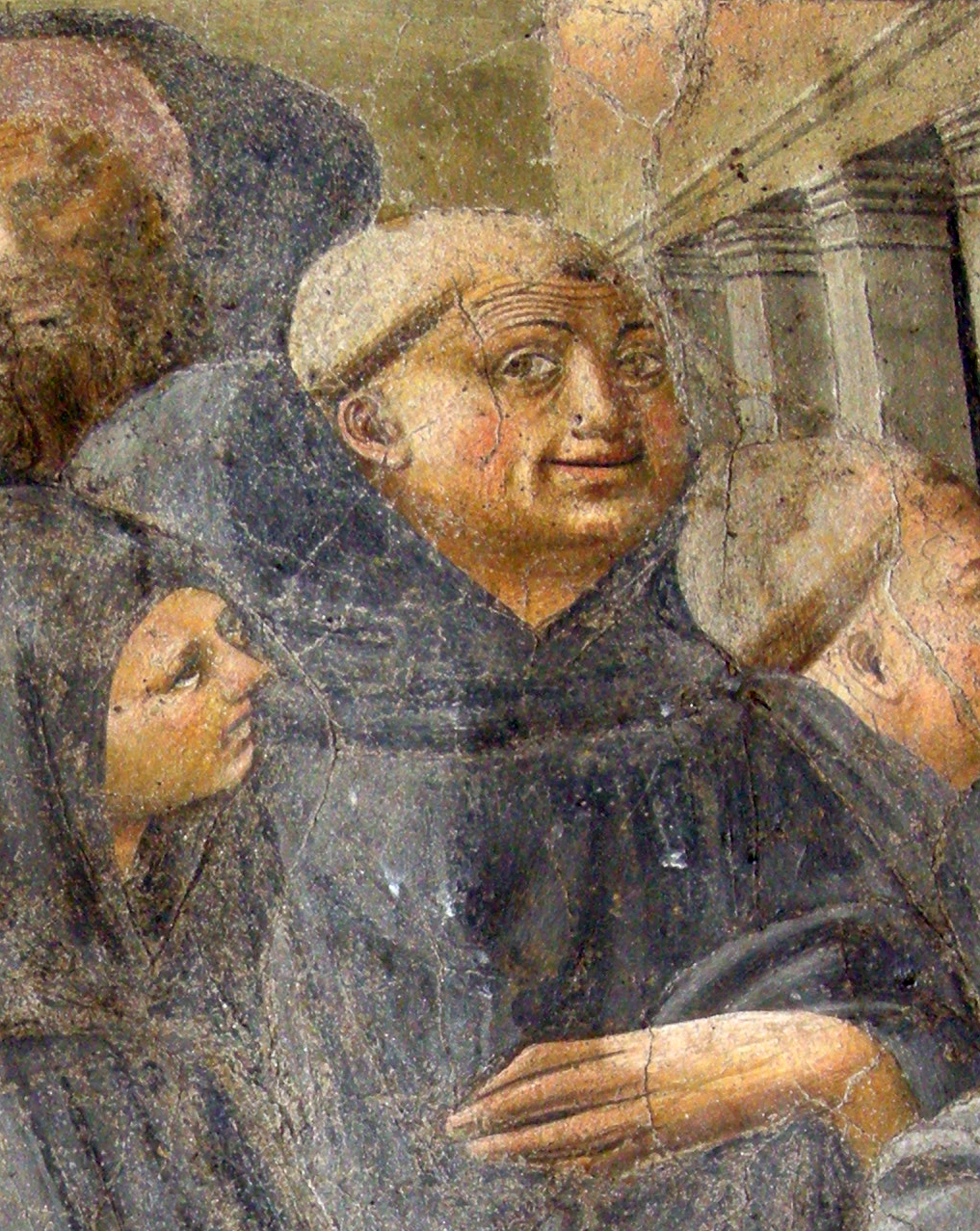
Possível Auto-retrato, detalhe de um dos afrescos do Claustro das Laranjeiras, na Badia Fiorentina, em Florença

João Gonçalves ou Giovanni di Gonsalvo di Portogallo foi um pintor português do século XV, que viveu e trabalhou na Toscana e pintou à maneira dos mestres florentinos.
É autor de onze grandes frescos sobre a vida e a lenda de S. Bento, as Histórias da vida de S. Bento, que se encontram na galeria superior do Claustro das Laranjeiras, na Badia Fiorentina (Florença). Estas pinturas foram durante algum tempo atribuídas a Bronzino e ao Mestre da Natividade de Castello. Tal atribuição foi rectificada porque Poggi descobriu um documento, depois publicado por Mário Salmi, segundo o qual Gonsalvo, português, recebera a paga dos frescos do claustro entre 1436 e 1439. O Infante D. Pedro esteve em Badia, acompanhado de um escudeiro chamado Gonçalves Fernandes; Diogo de Macedo lembra que talvez se tratasse de um parente do artista.
Além dos frescos do Claustro das Laranjeiras, têm sido atribuídas a João Gonçalves algumas
obras de menor envergadura. Assim, dever-se-lhe-á uma série de tabuletas com figuras inteiras de santos, das quais uma, de S. Lourenço, se conserva na Walters Art Gallery de Baltimore, e duas outras (S. João Baptista e Santo António Abade) pertenciam, em 1971, à colecção Finarte, de Milão. N. Meiss classifica-o como “elusive master” atribuindo-lhe duas tabuletas de uma predela conservadas uma na Biblioteca Berenson, de Florença, e outra na colecção Colonna, de Roma. Luciano Berti descortinou a sua colaboração em duas tabuletas de uma predela do Fra Angelico, na Pinacoteca Vaticana.

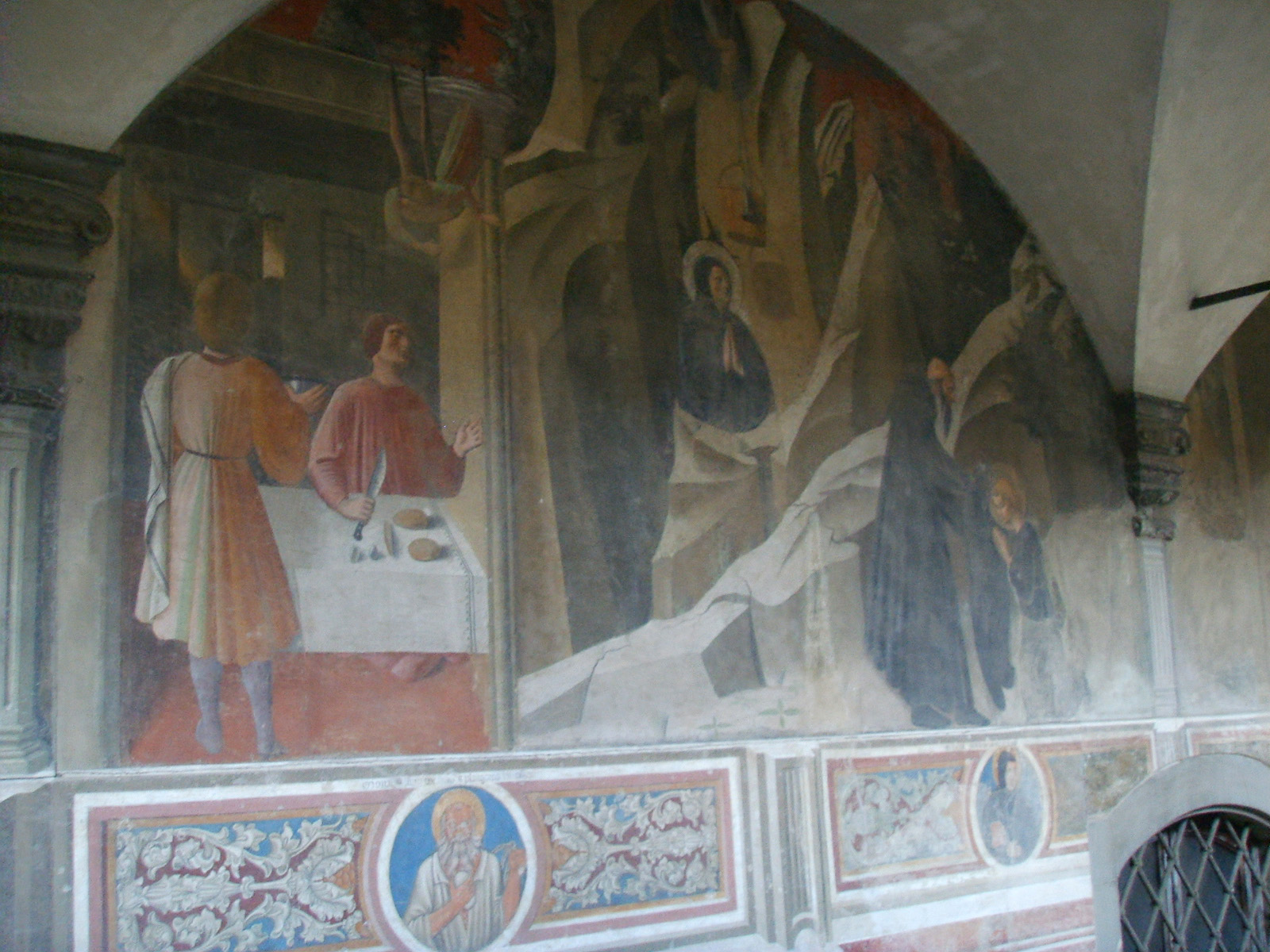
Um dos doze frescos do Claustro das Laranjeiras, na Badia Fiorentina, em Florença